# Jáchymovská radnice
Jáchymovská radnice se nachází na náměstí Republiky č. p. 1 v Jáchymově v Karlovarském kraji. Budova radnice byla zapsána na československý ústřední seznam kulturních památek 3. 5. 1958 pod číslem 34416/4-837.

## Historie

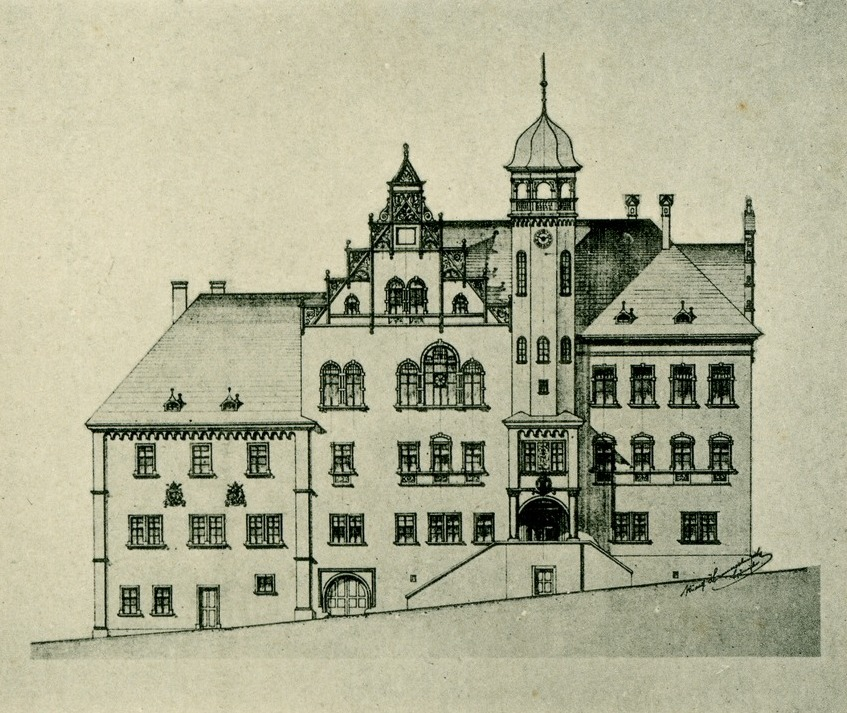
Tzv. nová radnice na pohlednici z roku 1901

Když stará radnice na Chlebném trhu nepostačovala rychle se rozvíjejícímu městu, zakoupila městská rada roku 1531 za 2000 zlatých dům Jeronýma Šlika v horní části města. Původní šlikovský městský dům sloužil jako nová radnice až do požáru v roce 1538.
Objekt pak byl obnoven a rozšířen v letech 1540–1544. Dne 23. července 1782 radnice podruhé vyhořela a znovu byla obnovena v letech 1783–1784 podle projektu pražského stavitele Philippa Hergera. V roce 1871 byla věž nadezděna a zakončena romanticky cimbuřím. Tehdy také Karel Siegl objevil na půdě radnice pozůstatky latinské knihovny.
Dne 31. března 1873 při požáru celého města zasáhl požár také radnici, konkrétně ve 13 hodin a 15 minut.[zdroj?] (Podle zprávy dobového tisku však radnice, jejíž střecha byla kryta taškami, zůstala nepoškozena – na rozdíl od většiny domů se šindelovými střechami.)

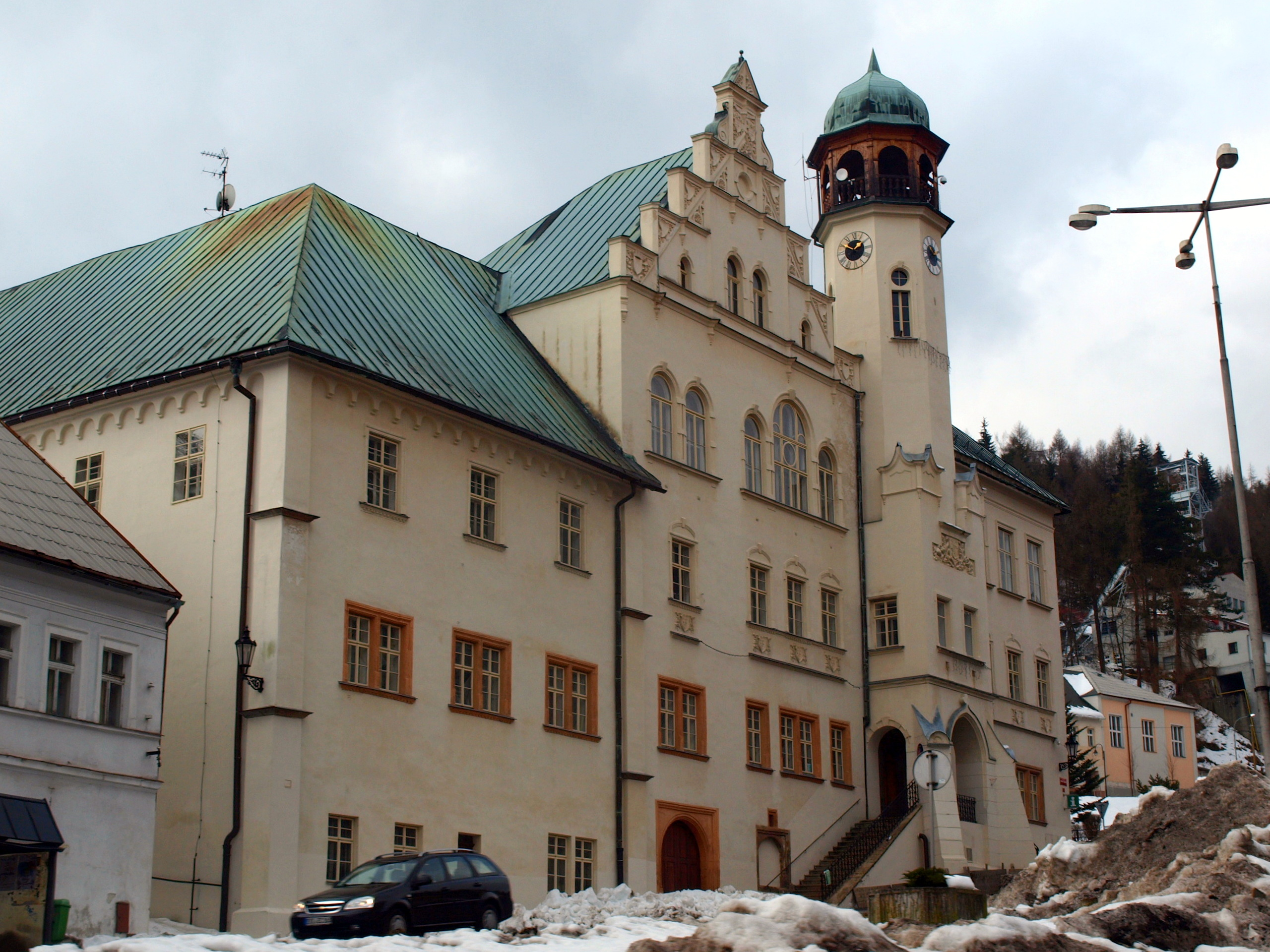
Budova radnice v zimě 2015

Do dnešní podoby byla radnice přestavěna v letech 1901–1902 podle projektu Johanna Benesche z Ústí nad Labem a místního stavitele Antona Hammerschiedta. Hlavní, severní trakt byl zvýšen o jedno poschodí, zvýšena byla také věž nasazením dřevěného ochozu a báně. Dva sloupy nesoucí věž byly posíleny pilíři s fiálami.
V radnici sídlí městský úřad, knihovna a v přízemí infocentrum.